# 368 Haidea
368 Haidea (mednarodno ime je tudi 368 Haidea) je asteroid tipa D (po Tholenu) v asteroidnem pasu. 

## Odkritje
Asteroid je odkril francoski astronom Auguste Charlois ( 1864 – 1910) 19. maja 1893 v Nici. Izvor imena ni znan.

## Lastnosti
Asteroid Haidea obkroži Sonce v 5,4 letih. Njegova tirnica ima izsrednost 0,201, nagnjena pa je za 7,789° proti ekliptiki. Njegov premer je okoli 69,6 km. .